# Perilissus spilonotus
Perilissus spilonotus är en stekelart som först beskrevs av Stephens 1835.  Perilissus spilonotus ingår i släktet Perilissus och familjen brokparasitsteklar. Arten är reproducerande i Sverige. Inga underarter finns listade i Catalogue of Life.